# Sláva bohům na výsostech
Sláva bohům na výsostech je 5. epizoda 9. řady sci-fi seriálu Hvězdná brána.
Daniel a Vala jsou přinuceni zůstat spolu na základně, protože nic než čas nezruší spojení, které mezi nimi zanechaly Jaffské náramky. Když se však Vala dozví, že P8X-412 je jednou z 43 planet, které již navštívil Převor Oriů, přemlouvá Mitchella k tomu, aby pomohli obyvatelům toho primitivního světa, ubránit se tomuto novému nebezpečí.
Mitchell, Daniel a Teal'c doprovází Valu na planetu, kde zjistí skutečný důvod pro Valin zvláštní zájem: Vesničané zde Valu uctívají jako Goa'ulda Qetesh. Vala byla kdysi hostitelem skutečné Qetesh. Potom co byla Tok'ry zbavena symbionta, zjistila , že lidé této izolované planety neslyšeli, že jejich bůh je mrtvý. Pokračovala vystupujíce jako Qetesh a vesničané ji zasypávali bohatstvími a těžili pro ni naquadah. Teď si přišla pro svou kořist. Vala si také myslí, že může jednoduše nařídit vesničanům, aby odmítli Převora.
Daniel a zbytek týmu pochybuje o jejím plánu. Síla Převora je velmi skutečná: při jeho předchozí návštěvě, on zřejmě vyléčil vesničana jménem Vachna ze smrtelné nemoci. Toto muselo způsobit rozpor mezi vesničany. Na jedné straně Vachna velebící Orie a na druhé vůdce vesnice Azdak, který je věrný "Qetesh". Vala nebude schopna soutěžit s Převorem v boji bůh proti bohu; vesničané nevyhnutelně ztratí víru v ní a podrobí se Oriům. Daniel nakonec přesvědčuje Valu, že jejich jediná naděje je říct vesničanům pravdu. Jestli lidé uvidí Valu jako falešného boha, možná, že budou podezírat Orie, také.
Bohužel, odhalení Valiny skutečné identity není přijato jak očekávali. Pobouření vesničané, vedeni Azdakem, Uvrhnou Valu do vězení a připravují soud za její život (Vala v minulosti vytvořila soudní systém, ve kterém na planetě rozhodovala a nazvala jej 'Mal Doran').
Ve chvíli, kdy Daniel argumentuje, že Vala si zaslouží milosrdenství, Převor Oriů se vrátí. Převor debatuje s Danielem a Daniel vysvětluje vesničanům, že 'síla' Oriů pochází z porozumění vesmíru a technologiím, ne z kouzla.
Když Vachna onemocní znovu, Vala jej vyléčí Goa'uldským léčebným zařízením. Tato demonstrace nutí mnoho vesničanů, včetně Vachny, ptát se na pravdivost Převorových slibů... dokud se více a více lidí nezhroutí pod náporem nemoci. Epidemie se šíří příliš rychle na to, aby Vala mohla vesničany vyléčit jedním zařízením. Z SGC je poslán lékařský tým vedený Dr. Lamovou, ale jejich úsilí selhává. Nejhorší je, že ti, které Vala vyléčila, onemocní znovu. Zanedlouho onemocní i Mitchell. Zdá se, že Oriové chtěli dát smrtelnou lekci SG-1 a národu P8X-412. Azdak umírá.
Nakonec, když se Převor vrátí, obyvatelé vesnice slibují jejich oddanost Oriům a Převor vyléčí celou vesnici. Azdak dokonce ožije a Mitchell je zachráněn. Převor odchází a říká SG-1, aby pověděli ostatním, co viděli tento den.